# Марсел Колер
Марсел Колер (на немски: Marcel Koller) е швейцарски футболен треньор. Треньор на Австрия.

## Футболна кариера

### Клубна кариера
Колер прекарва цялата си кариера в Грасхопър, като за 24 години печели общо 12 трофея. Изиграва близо 430 мача, като вкарва 59 гола.

### Национален отбор
За националния отбор на Швейцария изиграва 56 мача, вкарвайки в тях 3 гола.

## Треньорска кариера
Колер започва треньорската си кариера през 1997 в швейцарския втородивизионен клуб Вил, като за един сезон успява да го класира в елитната дивизия. През 1999 застава начело на Санкт Гален, като през първия си сезон донася на отбора първата титла в историята му, а в европейските турнири е отстранен тимът на Челси, вследствие на което през 2000 е избран за треньор на годината. В началото на 2002 се завръща в родния си клуб Грасхопър, като с него става шампион за втори път в треньорската си кариера. В европейските турнири обаче претърпява провал, отпадайки от Шампионската лига след поражениe от гръцкия шампион АЕК. През 2003 е назначен за треньор на закъсалия тогава отбор на Кьолн, но остава на поста само 7 месеца. Въпреки това именно през този период изгрява звездата на Лукас Подолски, както и на няколко други таланти.

### Бохум
На 23 май 2005 Колер е назначен за треньор на изпадналия във Втора Бундеслига Бохум, като успява да осигури завръщане в Първа Бундеслига 5 кръга преди края на първенството. Целта за следващия сезон е оцеляване в Бундеслигата. В края на сезона отборът завършва на осмо място в класирането, което е третото най-високо постижение в историята на отбора. Последвалият сезон също е относително спокоен. В началото на сезон 2008/09 Колер поставя цел от 45 точки, като са закупени няколко играчи, но в крайна сметка Бохум завършва 14-и. След слабият старт на сезон 2009/10, Колер е уволнен.

### Австрия
През 2011 е назначен за треньор на националния отбор на Австрия, заменяйки Дитмар Константини, като при назначаването си обещава, че ще класира отбора на световно първенство, но впоследствие остава на 3 точки от зоната на баражите. В европейските квалификации обаче Австрия печели безапелационно групата си, като от 10 мача записва 9 победи и само 1 равенство, класирайки се за пръв път на голямо първенство след 2008.